# Just Dance 2
Just Dance 2 — танцювальна ритмічна гра 2010 року, розроблена Ubisoft Paris і Ubisoft Milan і видана Ubisoft. Гра була випущена ексклюзивно для Wii 12 жовтня 2010 року в Північній Америці, Австралії та Європі 14 жовтня 2010 року, як продовження Just Dance і друга основна частина серії.
Just Dance 2 зосереджувався в першу чергу на покращеннях і вдосконаленнях оригінальної гри, включаючи додавання нових кооперативних процедур «Дует», командного режиму «Танцювальної битви», режиму «Нон-стоп перемішування», нової фітнес гри, відома як «Just Sweat», і платний вміст для завантаження.
Just Dance 2 отримала позитивні відгуки, критики хвалили гру за помітні покращення якості порівняно з оригінальною Just Dance, нові функції та режими, а також позиціонування як багатокористувацької «гри для вечірок», доступної для звичайної аудиторії. Станом на січень 2011 року Just Dance 2 було продано понад 5 мільйонів копій, що зробило її третьою найбільш продаваною грою сторонніх виробників Wii і другою найбільш продаваною грою в серії після продовження Just Dance 3, яке також є найбільш продавана стороння гра Wii.

## Геймплей

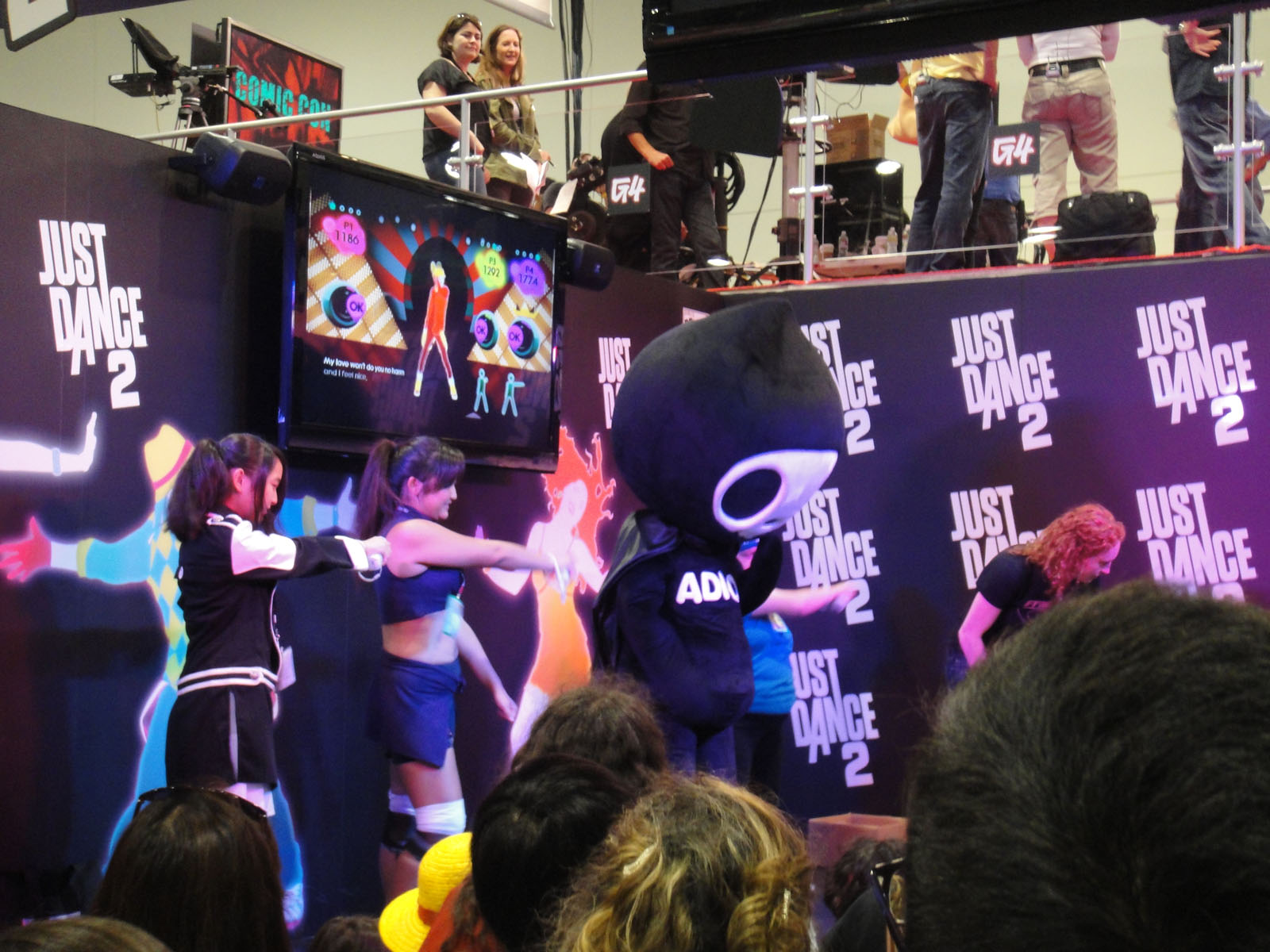
Стенд Just Dance 2 на Comic-Con у Сан-Дієго 2010

Геймплей Just Dance 2 залишається схожим на оригінал; тримаючи Wii Remote у правій руці, гравці повинні імітувати рухи танцюриста на екрані під обрану пісню. Танцюристи кожної пісні тепер носять кольорові рукавички для кращого виявлення руху. Гравців оцінюють на основі їх точності, набраних очок. Гравці можуть вибирати між повною та короткою версією. На відміну від першої гри, тут немає анімованих значків результатів, натомість є різні назви на екрані для гравців на вибір. Крім того, існує чотири судження для звичайних ходів, оцінки «X» і «OK» залишаються незмінними, а два нових судження — «Добре» та «Ідеально». Хоча «X» має таке ж значення, як і в попередній грі, «ОК» тепер означає, що гравець намагався, але не зовсім там, «Добре» означає, що гравець майже готовий, а «Ідеально» означає те саме, що «Чудово» в попередній грі. Усі рухи «Shake» було замінено на золоті рухи, де замість того, щоб трясти своїми Wii Remote, усі гравці мають дотримуватися золотих піктограм. Якщо гравець не отримує золотого руху, він отримує «X». Якщо гравець чудово виконує золотий рух, він отримує «Так» і бонусні бали. На додаток до цих нових функцій, гравці отримують рейтинг із 5 зірок (кожна зірка коштує 2000 балів, 10 000 балів потрібно для 5 зірок і 13 333 бали як максимальний бал), а також мотив «Золотий рух» (від кількість зроблених золотих ходів) і мотив «On Fire» (здебільшого Goods і Perfects поспіль) у кінці пісні. 
Вибрані пісні пропонують режими «Дует», які містять хореографію, розроблену для двох гравців. Текст пісні знаходиться посередині двох танцюристів, а піктограми ліворуч і праворуч від тексту. Гравці з непарними номерами завжди отримують лівого танцюриста, тоді як гравці з парними номерами завжди отримують правого. Також був представлений новий режим, відомий як «Dance Battle»; це командний режим, у якому гравці змагаються в серії пісень і міні-ігор, щоб заробити очки для своєї команди. У режимі можуть грати до восьми гравців, розділених на дві команди по чотири людини. Міні-ігри в цьому режимі включають «Simon Says» і «Race». «Medleys» — це відео, у яких короткі фрагменти з п’яти випадкових пісень перемикаються одна за одною. Також був представлений новий ігровий режим із перемішуванням пісень, відомий як «Non-Stop Shuffle»; це режим, у якому пісні відтворюються у випадковому порядку без вибору пісні із саундтреку. 
Також додано новий ігровий режим, орієнтований на фізичні вправи, відомий як «Just Sweat»; режим призначений для виконання щоденних вправ, дозволяючи одному гравцеві вибирати пісні на основі інтенсивності. Активність у режимі «Just Sweat» оцінюється за допомогою «точок потовиділення».

## Список треків
У грі є 48 пісень і додатковий контент для завантаження (DLC).
Примітка. Усі DLC більше не доступні для покупки через видалення Wii Points 26 березня 2018 року та закриття Wii Shop Channel 30 січня 2019 року. Однак більшість з них все ще є на диску Just Dance: Summer Party.
| Song                                              | Artist                                                | Year |
| ------------------------------------------------- | ----------------------------------------------------- | ---- |
| "A-Punk"                                          | Vampire Weekend                                       | 2008 |
| "Alright"                                         | Supergrass                                            | 1995 |
| "American Boy"                                    | Estelle і Kanye West                                  | 2008 |
| "Baby Girl"                                       | Reggaeton                                             | 2003 |
| "Barbie Girl"                                     | Countdown Dee's Hit Explosion                         | 1997 |
| "Big Girl (You Are Beautiful)"                    | Mika                                                  | 2007 |
| "Body Movin' (Fatboy Slim Remix)"                 | Beastie Boys                                          | 1998 |
| "Born to Be Wild"                                 | Steppenwolf                                           | 1967 |
| "Call Me"                                         | Blondie                                               | 1980 |
| "Cheesy Cha Cha"                                  | Christian Padovan, Stéphane Huguenin & Yves Sanna     | 2008 |
| "Chicken Payback"                                 | A Band of Bees                                        | 2004 |
| "Come On Eileen"                                  | Dexys Midnight Runners                                | 1982 |
| "Cosmic Girl"                                     | Jamiroquai                                            | 1996 |
| "Crazy Christmas"                                 | Santa Clones                                          | 2000 |
| "Crazy in Love"                                   | Studio Musicians                                      | 2003 |
| "Crying Blood"                                    | V V Brown                                             | 2008 |
| "D.A.N.C.E."                                      | Justice                                               | 2007 |
| "Dagomba"                                         | Sorcerer                                              | 2010 |
| "Down by the Riverside"                           | The Reverend Horatio Duncan and Amos Sweets           | 1927 |
| "Firework"                                        | Katy Perry                                            | 2010 |
| "Funkytown"                                       | Sweat Invaders                                        | 1980 |
| "Futebol Crazy"                                   | The World Cup Girls                                   | 2010 |
| "Girlfriend"                                      | Avril Lavigne                                         | 2007 |
| "Here Comes the Hotstepper"                       | The Hit Crew                                          | 1994 |
| "Hey Ya!"                                         | Outkast                                               | 2003 |
| "Holiday"                                         | The Hit Crew                                          | 1983 |
| "Hot Stuff"                                       | Donna Summer                                          | 1979 |
| "Idealistic"                                      | Digitalism                                            | 2007 |
| "I Got You (I Feel Good)"                         | James Brown                                           | 1965 |
| "Iko Iko"                                         | Mardi Gras                                            | 1953 |
| "It's Not Unusual"                                | Tom Jones                                             | 1965 |
| "It's Raining Men"                                | The Weather Girls                                     | 1982 |
| "I Want You Back"                                 | The Jackson 5                                         | 1969 |
| "Jai Ho! (You Are My Destiny)"                    | A. R. Rahman, The Pussycat Dolls і Nicole Scherzinger | 2009 |
| "Jump"                                            | Studio Allstars                                       | 1992 |
| "Jump in the Line"                                | Harry Belafonte                                       | 1961 |
| "Jungle Boogie"                                   | Studio Musicians                                      | 1973 |
| "Katti Kalandal"                                  | Tony Tape, Veilumuth Chitralekha                      | 2004 |
| "Kung Fu Fighting (Dave Ruffy/Mark Wallis Remix)" | Carl Douglas                                          | 1974 |
| "Mambo No. 5 (A Little Bit of Monika)"            | Lou Bega                                              | 1999 |
| "Maniac"                                          | Studio Allstars                                       | 1983 |
| "Monster Mash"                                    | The Frighteners                                       | 1962 |
| "Move Your Feet"                                  | Junior Senior                                         | 2002 |
| "Moving On Up"                                    | M People                                              | 1993 |
| "Mugsy Baloney"                                   | Charleston                                            | 2010 |
| "Nine in the Afternoon"                           | Panic! at the Disco                                   | 2008 |
| "Pon de Replay"                                   | Rihanna                                               | 2005 |
| "Professor Pumplestickle"                         | Nick Phoenix і Thomas J. Bergersen                    | 2006 |
| "Proud Mary"                                      | Ike and Tina Turner                                   | 1971 |
| "Pump Up the Volume"                              | MARRS                                                 | 1987 |
| "Rasputin"                                        | Boney M.                                              | 1978 |
| "Rockafeller Skank"                               | Fatboy Slim                                           | 1998 |
| "S.O.S."                                          | Rihanna                                               | 2006 |
| "Satisfaction (Isak Original Extended)"           | Benny Benassi presents The Biz                        | 2002 |
| "Should I Stay or Should I Go"                    | The Clash                                             | 1982 |
| "Skin-To-Skin"                                    | Sweat Invaders                                        | 2008 |
| "Song 2"                                          | Blur                                                  | 1997 |
| "Soul Bossa Nova"                                 | Quincy Jones and His Orchestra                        | 1962 |
| "Spice Up Your Life"                              | Spice Girls                                           | 1997 |
| "Sway (Quien Sera)"                               | Marine Band                                           | 2003 |
| "Sympathy for the Devil (Fatboy Slim Remix)"      | The Rolling Stones                                    | 1968 |
| "Take Me Out"                                     | Franz Ferdinand                                       | 2004 |
| "That's Not My Name"                              | The Ting Tings                                        | 2008 |
| "The Power"                                       | Snap!                                                 | 1990 |
| "The Shoop Shoop Song (It's in His Kiss)"         | Cher                                                  | 1990 |
| "Tik Tok"                                         | Kesha                                                 | 2009 |
| "Toxic"                                           | The Hit Crew                                          | 2004 |
| "Viva Las Vegas"                                  | Elvis Presley                                         | 1964 |
| "Wake Me Up Before You Go-Go"                     | Wham!                                                 | 1984 |
| "Walk Like an Egyptian"                           | The Bangles                                           | 1986 |
| "When I Grow Up"                                  | The Pussycat Dolls                                    | 2008 |
| "Why Oh Why"                                      | Stephane Huguenin, Yves Sanna і Christian Padovan     | 2007 |
| "You Can't Hurry Love"                            | The Supremes                                          | 1966 |

## Рецепція
| Агрегатор  | Оцінка |
| ---------- | ------ |
| Metacritic | 74/100 |

| Видання                    | Оцінка |
| -------------------------- | ------ |
| Eurogamer                  | 8/10   |
| Gamekult                   | 6/10   |
| GameSpot                   | 7/10   |
| IGN                        | 8/10   |
| Jeuxvideo.com              | 14/20  |
| Nintendo Life              | [ 8 ]  |
| Official Nintendo Magazine | 72%    |
| VideoGamer.com             | 7/10   |

Критики припустили, що Just Dance 2 буде хорошим конкурентом подібній танцювальній грі з керуванням рухами від Harmonix, Dance Central (2010), оскільки не потрібно купувати дорогу камеру Kinect.  
Just Dance 2 була відзначена, як чудовий досвід спілкування з друзями, який часто приписували його хореографії, яку описували як «дурнувату», «абсолютно смішну», «безглузду», «смішну»,  і наповнений «грайливими штрихами», «комічними обертаннями, стрибками та кросоверами». Кеза Макдональд з IGN пояснив: «Мірою будь-якої соціальної відеоігри є пам’ятні моменти, які вони створюють – вечори (або невеликі п’яні години), проведені, борсаючись перед лицем роботи з роботом до задоволення, спостерігаючи, як друг перекидає голову над дупою, спроба танцювати козака Распутіна, дещо незграбний момент у середині The Shoop Shoop Song, коли ви випадково зустрічаєтеся очима зі своїм партнером по дуету». Загальною родзинкою був сегмент балетного танцю в хореографії «A-Punk»; Написав Мартін Ґастон з Video Gamer, «наприклад, двоє товстих чоловіків просто не можуть виглядати круто, коли намагаються піруети один навколо одного у A-Punk на Vampire Weekend, але, бачачи, що це так дивовижно, вам не потрібно турбуватися про те, щоб виглядати як плебей». 

Описуючи, чим Just Dance 2 відрізнялася від інших танцювальних ігор, у IGN пояснили: «у багатьох танцювальних іграх повторюються ті самі старі рухи для кожної пісні, але не для цієї. Танцюристи на екрані навіть одягнені у відповідне спорядження: колишуться перуки, костюми робота, кльоші, тростини і навіть капелюхи-шапочки». 
Помічено проблеми з першої гри Just Dance. Стверджувалося, що елементи керування рухами іноді все ще є неточними, у Nintendo Life повідомили, що їхні репортери «пережили більше ніж кілька танцювальних битв із сумнівними кінцевими результатами». Крім того, «одиночному гравцеві майже нічого робити», — писав Вілл Холдсворт. Деякі критики також вважали ціни на пісні DLC занадто високими.  
Продажі Just Dance 2 перевищили продажі оригіналу; з понад 5 мільйонами копій станом на січень 2011 року, це була найбільш продавана гра сторонніх розробників для Wii. Лоран Деток, генеральний директор підрозділу Ubisoft у Північній Америці, заявив, що це досягнення «зміцнило бренд Just Dance, як феномен поп-культури». GameFocus номінувала Just Dance 2 на найкращу музичну/ритм-гру року, але програла DJ Hero 2 за мультиплатформену ігрову консоль.

## Інший випуск
У Північній Америці було випущено видання Best Buy (під назвою Just Dance 2: Special Edition in-game), яке включало три ексклюзивні пісні: «Should I Stay or Should I Go» від The Clash і «Funkytown» від Lipps Inc. (кавер від Sweat Invaders у грі) та пісня від AR Rahman і The Pussycat Dolls "Jai Ho (You Are My Destiny)" за участю Ніколь Шерзінгер.

## Нотатки
1. 1 2 3 4 5 6 7 8 9 10 11 12 13 14 15 16 17 18 19 20 21 22 23 24 25  Доступна, як вміст для завантаження.
2. ↑  Пісня Warm Up, знайдена в меню Extras.
3. 1 2 3 4 5  Не в Just Dance: Summer Party.
4. 1 2 3  Ексклюзивно для копій, які продавалися в Best Buy.
5. ↑  Оригінальна версія цієї пісні з’являється в «Just Dance 2023 Edition», а програма «Just Dance 2» з’являється в цій грі як альтернативна програма.
6. ↑  Також містить три альтернативні процедури від переможців конкурсу з Сполучені Штати, Великобританія та Франція відповідно.